# Fumbisi

Fumbisi är en ort i norra Ghana. Den är huvudort för distriktet Builsa South, och folkmängden uppgick till 2 647 invånare vid folkräkningen 2010.